# Jacob Gertsen (Ulfstand)
Jacob Gertsen Ulfstand, död 18 april 1410, var ärkebiskop i Lunds stift från 1392 till sin död.
Jacob Gertsen var kanik i Roskilde 1385. Han var även sekreterare åt drottning Margareta. Därigenom kunde han avancera till ärkedjäkne vid Lunds domkyrka och till slut blev han 1392 ärkebiskop. Tillsammans med den svenske ärkebiskopen Henrik Karlsson krönte han i Kalmar 1397 drottning Margaretas ännu omyndiga släkting Erik av Pommern till kung över hela Norden. 
Jacob Gertsen ägde Näsbyholms slott, och när han dog 1410 tillföll godset ärkebiskopssätet. Hans bror Henrik Gertsen var stamfader till den adelssläkt som så småningom tog sig namnet Ulfstand.